# Сава Урошевић
Сава Урошевић (Врмџа, Сокобања, 13. јануар 1863 — Београд, 14. септембар 1930) био је српски минералог, универзитетски професор и академик. Урошевић је био ректор Универзитета у Београду и члан Српске академије наука.

## Биографија
Природно-математички одсек Велике школе завршио је 1884. у Београду, а затим од 1885. до 1888. студирао је на Сорбони у Паризу. Од 1889 је суплент па професор минералогије и петрографије Београдског универзитета на којем је предавао до 1928..
За члана Српске академије наука изабран је 1909. године. Оставио је већи број научних радова, махом штампаних у издањима САН и Геолошким аналима Балканског полуострва, као и већи број стручних у Српском геолошком друштву. Највећи број радова односи се на проучавање терена кристаластих шкриљаца, гранита и контактно-метаморфних појава у Србији. Поред универзитетских уџбеника из минералогије, написао је популарно научну књигу Племенити метали и драго камење (СКЗ, Поучник II, 1925).
Био је ожењен Клеопатром, ћерком политичара Николе Христића.